# Granica
Granica ist das altslawische Wort für Grenze. Es ist in den meisten slawischen Sprachen unverändert erhalten (kyrillisch граница). Ursprüngliche Bedeutung ist aber ‚Eiche‘
Im Mittelalter wurde das Wort im 12./13. Jahrhundert im Zuge der Deutschen Ostkolonisation aus dem altpolnischen graniza, graenizen bzw. greniz als Lehnwort ins Deutsche übernommen, und allmählich über das deutsche Sprachgebiet ausgeweitet. Es hat das deutsche Wort Mark (althochdeutsch marka, marcha ‚Grenze, Grenzgebiet‘) verdrängt, das heute noch in Zusammensetzungen, Ableitungen und Namen vorkommt.
Das Etymon Grenze wird auch heute in den meisten slawischen Sprachen und im Rumänischen verwendet: granica (polnisch, kroatisch, bosnisch), граница/graniza (russisch, bulgarisch), граніца/graniza (belarussisch), граница/granica (serbisch, mazedonisch), hranice (tschechisch) und hranica (slowakisch, obersorbisch), graniţă (rumänisch). Es gehört zu der slawischen Wortgruppe ran’, z. B. russisch грань/gran’ ‚Grenzlinie, Grenze, begrenzende Fläche‘, auch ‚Facette, (Rand-)Fläche‘.
Die folgenden Ortsnamen sind von Granica abgeleitet:
- Granica, Polen, tatsächlich ein früherer Grenzort
- Kupe granica, Slowenien
- Gratschitzen (auch Gratschenitzen, Gratschützen, slowenischer Name Gračnica), ein Gebirgszug am Nordhang der Karawanken in Kärnten
- Granitze, ein Berg, und Granitztal, Seitental des Lavanttales, in Kärnten
- Granitzen und Granitzenbach, in der Steiermark

Von Granica und seinen Variationen leiten sich verschiedene Familiennamen ab, etwa Granitz, Graenitz oder Grantz.